# Estação Urquinaona

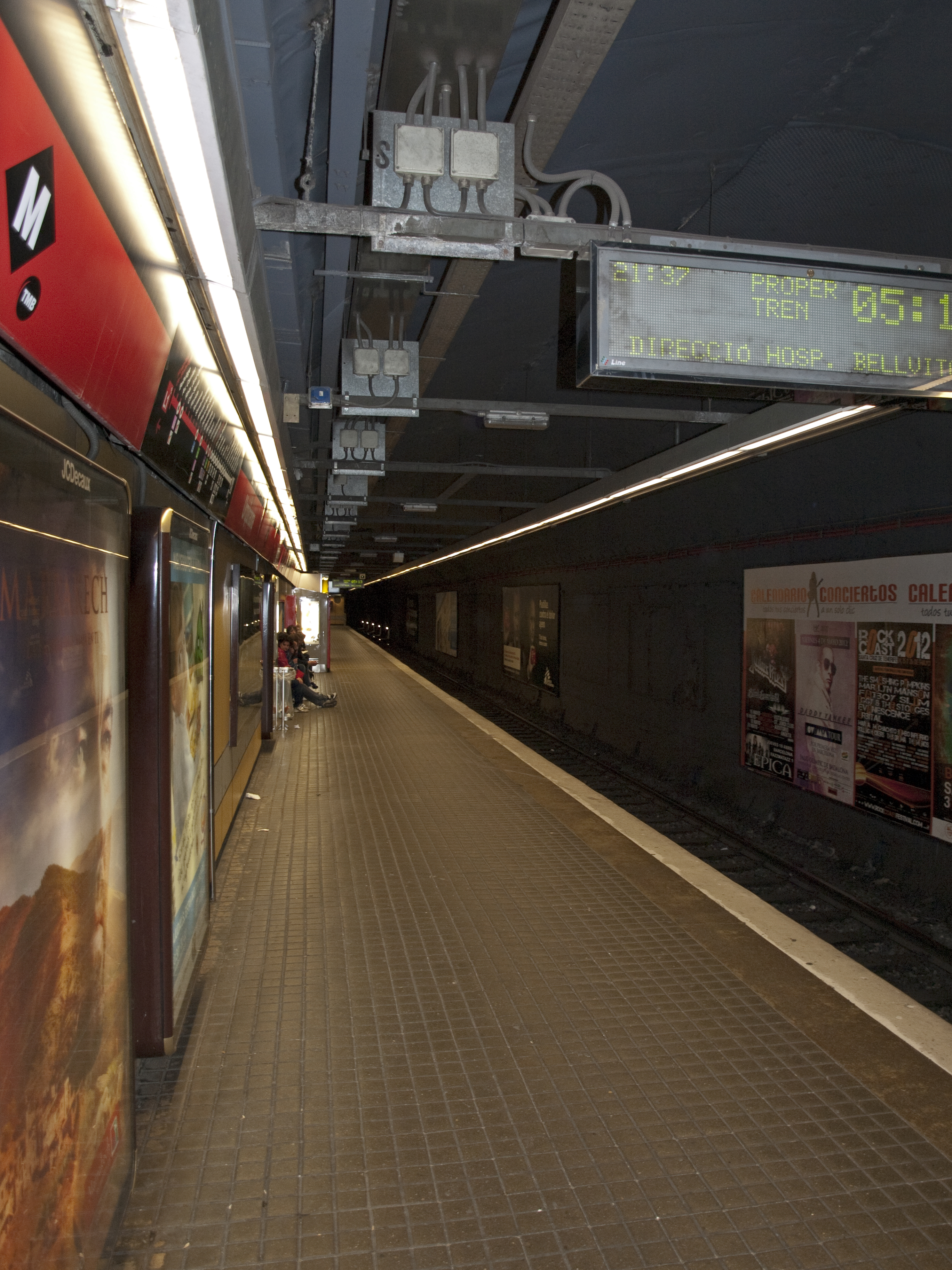
Estação Urquinaona, Linha 1.

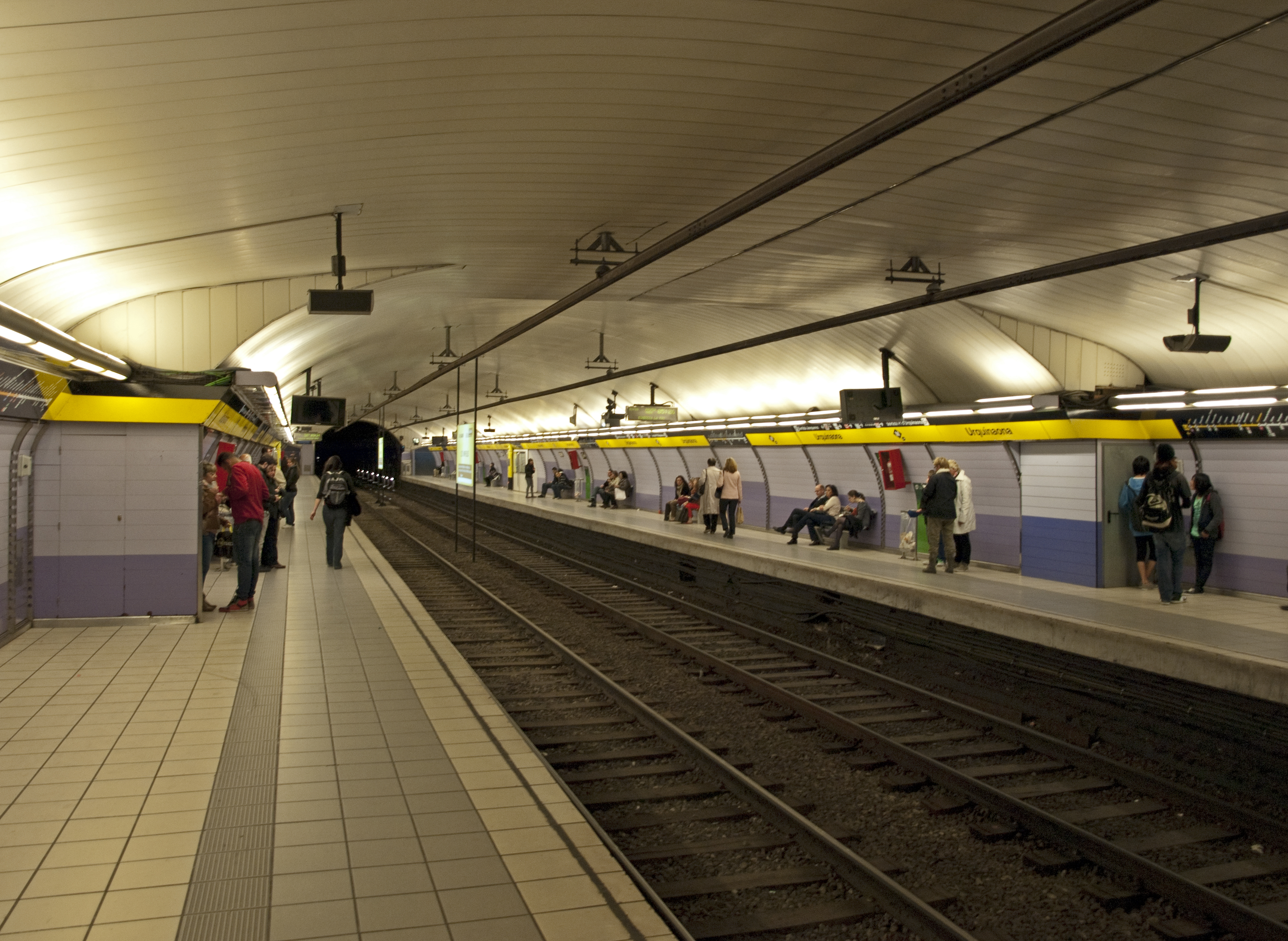
Estação Urquinaona, Linha 4.

Urquinaona é uma estação das linhas: Linha 1 e Linha 4 do Metro de Barcelona. Entrou em funcionamento em 1926, atendendo a Linha 4, sendo que a interligação com a linha 1 aconteceu em 1932.